# Skills like This
Skills like This é um filme estadunidense do gênero comédia, dirigido por Monty Miranda.

## Elenco
- Spencer Berger ...Max
- Brian D. Phelan     ...Tommy
- Gabriel Tigerman    ...Dave
- Kerry Knuppe ...Lucy
- Jennifer Batter     ...Lauren
- Ned Bellamy ...Tio Morris
- Marta Martin ...Rosa
- Zach Cumer  ...Primo Jeramiah

## Prêmios e indicações
- SXSW Film Festival: "Prêmio de melhor narrativa e audiência";
- Edinburgh International Film Festival: "Melhor do festival";
- Warsaw International Film Festival: "espírito livre" - Nomeação do Prêmio Especial do Júri;
- Jacksonville Film Festival: Prêmio do Júri de "melhor narrativa e recurso dos EUA".